# Chrewt
Chrewt is een dorp in de Poolse woiwodschap Subkarpaten. De plaats maakt deel uit van de gemeente Czarna (powiat bieszczadzki) en telt 10 inwoners.